# Islamismo na Suíça

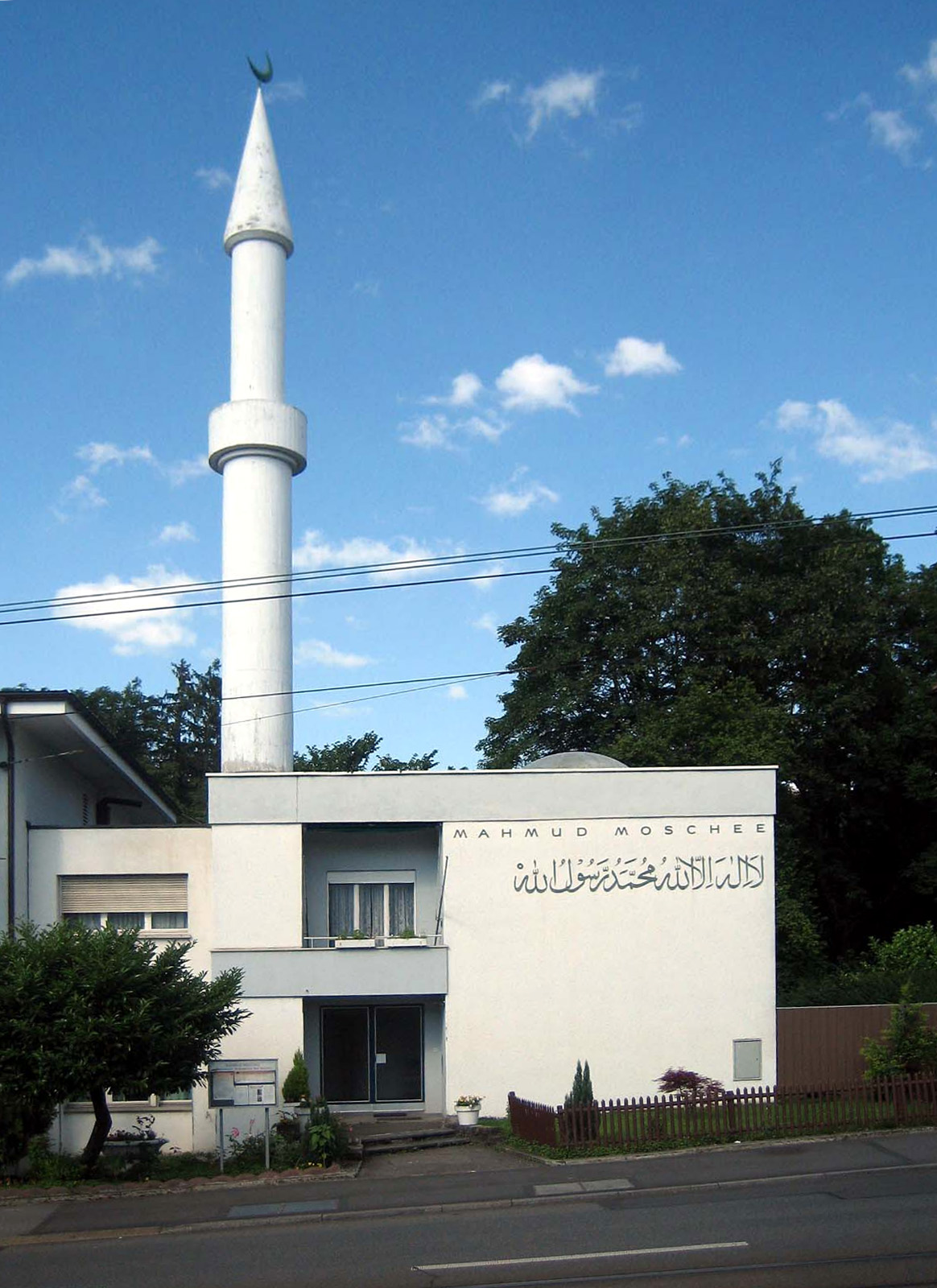
Mesquita de Amadia em Zurique, na Suíça

O Islão na Suíça é professado por cerca de 350 000, pessoas de acordo com o último censo realizado no país, sendo equivalente a 5% da população total (em 1990 eram 2,2% e em 2000 eram 4,3%), o que faz do Islã a terceira maior religião na Suíça. Muitos muçulmanos são provenientes dos Balcãs e da Turquia. A Suíça conta com cerca de 160 mesquitas ou espaços de oração em armazéns, garagens e centro culturais, denominadas mesquitas interiores sem minaretes. (Em condições similares reúnem-se para pregar suas crenças cerca de 28 mil hindus, 21 mil budistas e 500 siques.) Até hoje, apenas existem duas mesquitas com seu minarete próprio. São elas: a mesquita de Mahmud, em Zurique, (desde 1963) e a mesquita de Petit-Saconnex, em Genebra, (desde 1978).

## Proibição dos minaretes
Na Suíça houve um referendo, em novembro de 2009, para a proibição da construção de minaretes no país. Resultados publicados em 29 de novembro de 2009 mostraram que os eleitores suíços estavam de acordo, mas o resultado ainda não era oficial. A proposta havia sido feita pelo Partido do Povo (SVP), que é a maioria no parlamento nacional. O partido tinha alegado que as torres das mesquitas são um sinal de "islamização" do país. Embora o Partido Social-Democrático (SPS) tenha apelado para a população votar contra a proibição.
Durante esta campanha, várias mesquitas haviam sido atacadas. O presidente da Associação das Organizações Muçulmanas de Zurique, Tamir Hadjipolu, avisou que se a proibição for implementada, a comunidade muçulmana da Suíça irá viver com medo.